# Карамалинка
Карамалинка (Кармалинка) — река в России, протекает по Сармановскому району Татарстана.
Устье реки находится в 27 км по левому берегу реки Мелля. Длина реки составляет 13 км, площадь водосборного бассейна 56 км².
Имеет правый приток — Балагач. Протекает через село Татарские Карамалы. Впадает в Меллю к югу от села Рантамак.

## Данные водного реестра
По данным государственного водного реестра России относится к Камскому бассейновому округу, водохозяйственный участок реки — Ик от истока и до устья, речной подбассейн реки — бассейны притоков Камы до впадения Белой. Речной бассейн реки — Кама.
Код объекта в государственном водном реестре — 10010101312111100028701.